# Diplocephalus
Diplocephalus Bertkau, 1883 è un genere di ragni appartenente alla famiglia Linyphiidae.

## Etimologia
Il nome deriva dal greco διπλοός, cioè duplice, doppio e κὲφαλος, cioè testa, ad indicare la curiosa forma del cefalotorace, con due prominenze tali da dare l'aspetto di una doppia testa, come è ben visibile nell'immagine a fianco presa di profilo.

## Descrizione
Sulle caratteristiche del cefalotorace maschile modificato e sull'albero filogenetico delle sei specie europee di questo genere vi è un approfondito studio degli aracnologi Schaible & Gack del 1987.

## Distribuzione
Le 51 specie oggi attribuite a questo genere sono state reperite in varie località della regione olartica.
Delle 16 specie sono state rinvenute in territorio italiano, gli endemismi sono 3: 
1. D. arnoi Isaia, 2005, rinvenuto sull'Appennino centrale, in Abruzzo;
2. D. tiberinus (Caporiacco, 1936) i cui esemplari furono reperiti nella parte alta del corso del Tevere
3. D. toscanaensis Wunderlich, 2011, recentemente reperiti sull'Appennino toscano.

Delle altre specie non endemiche è segnalata la zona approssimativa di rinvenimento nell'elenco delle specie alla sezione seguente.

## Tassonomia

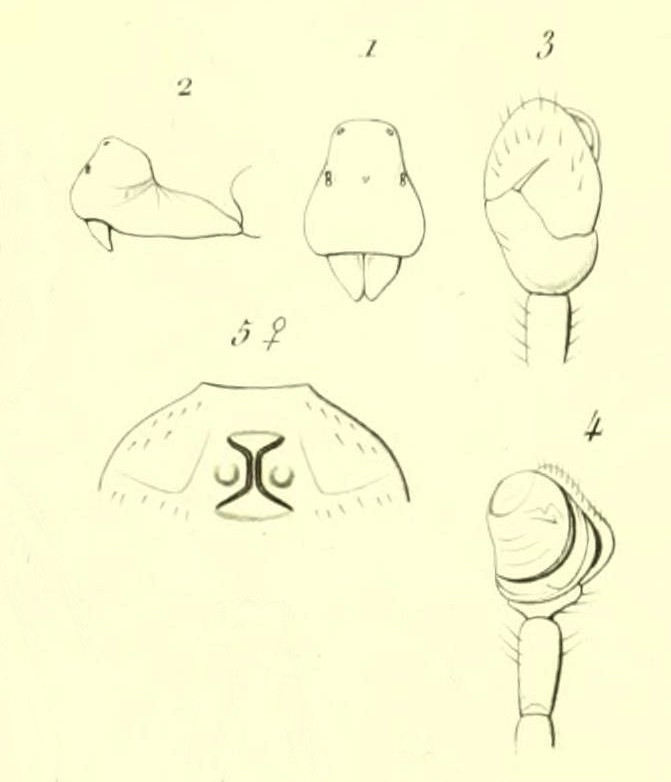
Disegni di parti anatomiche di esemplari di Diplocephalus lusiscus descritti da Simon nel 1872:
1) vista frontale del cefalotorace con i cheliceri;
2) vista laterale del cefalotorace;
3) pedipalpo maschile, vista superiore;
4) pedipalpo maschile, vista inferiore;
5) epigino femminile

Considerato un sinonimo anteriore di Plaesiocraerus Simon, 1884, (che a sua volta non è sinonimo anteriore di Monocephalus Smith, 1906), e di Streptosphaenus Simon, 1926 a seguito di un lavoro dell'aracnologo Denis del 1949.
È anche sinonimo anteriore di Chocorua Crosby & Bishop, 1933,  a seguito di uno studio di Hackman del 1954..
A dicembre 2011, si compone di 51 specie e 4 sottospecie secondo Platnick e di 51 specie e 3 sottospecie secondo Tanasevitch:
1. Diplocephalus algericus Bosmans, 1996 — Algeria
2. Diplocephalus alpinus (O. P.-Cambridge, 1872) — Italia (arco alpino), dall'Europa centrale alla Russia
  - Diplocephalus alpinus strandi Kolosváry, 1937 — Ungheria
  - Diplocephalus alpinus subrufus Rosca, 1935 — Romania
3. Diplocephalus altimontanus Deltshev, 1984 — Bulgaria
4. Diplocephalus arnoi Isaia, 2005 — Italia (Abruzzi)
5. Diplocephalus arvernus Denis, 1948 — Francia
6. Diplocephalus barbiger (Roewer, 1955) — Regione olartica
7. Diplocephalus bicephalus (Simon, 1884) — Francia, Bulgaria
8. Diplocephalus bicurvatus Bösenberg & Strand, 1906 — Giappone
9. Diplocephalus bifurcatus Tanasevitch, 1989 — Turkmenistan
10. Diplocephalus caecus Denis, 1952 — Belgio
11. Diplocephalus caucasicus Tanasevitch, 1987 — Turchia, Russia, Georgia
12. Diplocephalus connatus Bertkau, 1889 — Regione paleartica
  - Diplocephalus connatus jacksoni O. P.-Cambridge, 1903[4] — Inghilterra
13. Diplocephalus crassilobus (Simon, 1884) — Europa (Italia settentrionale)
14. Diplocephalus cristatus (Blackwall, 1833) — Regione olartica (Italia settentrionale e meridionale), Nuova Zelanda, Isole Falkland
15. Diplocephalus culminicola Simon, 1884 — Francia
16. Diplocephalus dentatus Tullgren, 1955 — Europa settentrionale, dall'Europa Centrale all'Ucraina (Italia settentrionale)
17. Diplocephalus foraminifer (O. P.-Cambridge, 1875) — Europa (Italia settentrionale)
  - Diplocephalus foraminifer thyrsiger (Simon, 1884) — Francia
18. Diplocephalus graecus (O. P.-Cambridge, 1872) — Europa (Italia settentrionale e meridionale), Africa settentrionale
19. Diplocephalus gravidus Strand, 1906 — Giappone
20. Diplocephalus helleri (L. Koch, 1869) — Europa (Italia settentrionale)
21. Diplocephalus hispidulus Saito & Ono, 2001 — Giappone
22. Diplocephalus hungaricus Kulczyński, 1915[5] — Ungheria
23. Diplocephalus lancearius (Simon, 1884) — Algeria
24. Diplocephalus latifrons (O. P.-Cambridge, 1863) — Europa (Italia settentrionale e meridionale), Russia
25. Diplocephalus longicarpus (Simon, 1884) — Francia, Italia settentrionale
26. Diplocephalus lusiscus (Simon, 1872) — Francia, Belgio, Germania, Svizzera
27. Diplocephalus machadoi Bosmans & Cardoso, 2010 — Portogallo
28. Diplocephalus marijae Bosmans, 2010 — Portogallo
29. Diplocephalus marusiki Eskov, 1988 — Russia
30. Diplocephalus mirabilis Eskov, 1988 — Russia, Cina
31. Diplocephalus montaneus Tanasevitch, 1992 — Asia Centrale
32. Diplocephalus montanus Eskov, 1988 — Russia
33. Diplocephalus mystacinus (Simon, 1884) — Algeria, Tunisia
34. Diplocephalus parentalis Song & Li, 2010 — Cina
35. Diplocephalus pavesii Pesarini, 1996 — Svizzera, Italia
36. Diplocephalus permixtus (O. P.-Cambridge, 1871) — Regione paleartica
37. Diplocephalus picinus (Blackwall, 1841) — Regione paleartica (Italia meridionale)
38. Diplocephalus procer (Simon, 1884) — Europa meridionale (Italia settentrionale e meridionale)
39. Diplocephalus protuberans (O. P.-Cambridge, 1875) — Europa (Italia settentrionale)
40. Diplocephalus pseudocrassilobus Gnelitsa, 2006 — Ucraina
41. Diplocephalus pullinus Simon, 1918 — Francia
42. Diplocephalus rectilobus (Simon, 1884) — Francia
43. Diplocephalus rostratus Schenkel, 1934 — Austria
44. Diplocephalus semiglobosus (Westring, 1861) — Svezia, Finlandia, Germania
45. Diplocephalus sphagnicola Eskov, 1988 — Russia, Canada
46. Diplocephalus subrostratus (O. P.-Cambridge, 1873) — Regione olartica
47. Diplocephalus tiberinus (Caporiacco, 1936) — Italia (alto Lazio)
48. Diplocephalus toscanaensis Wunderlich, 2011 — Italia (Toscana)
49. Diplocephalus transcaucasicus Tanasevitch, 1990 — Azerbaigian, Iran
50. Diplocephalus turcicus Brignoli, 1972 — Grecia, Turchia
51. Diplocephalus uliginosus Eskov, 1988 — Russia

### Sinonimie recenti
- Diplocephalus cristatus angusticeps Holm, 1973; questi esemplari, rinvenuti in Russia, sono stati riconosciuti in sinonimia con Diplocephalus cristatus (Blackwall, 1833) a seguito di uno studio di Tanasevitch del 2011[1].

### Specie trasferite
In questo genere, al 2011, ben 14 specie originariamente ascritte qui sono state trasferite altrove, e in dodici generi diversi fra loro:
1. Diplocephalus antepenultimus (O. P.-Cambridge, 1882); trasferita al genere Tapinocyboides Wiehle, 1960.
2. Diplocephalus buddebergi (Bösenberg, 1899); trasferita al genere Thyreosthenius Simon, 1884.
3. Diplocephalus cottoni La Touche, 1946; trasferita al genere Glyphesis Simon, 1926.
4. Diplocephalus curvicervix Denis, 1964; trasferita al genere Typhochrestus Simon, 1884.
5. Diplocephalus diphyus Heimer, 1987; trasferita al genere Dactylopisthes Simon, 1884.
6. Diplocephalus fuscipes (Blackwall, 1836); trasferita al genere Monocephalus Smith, 1906.
7. Diplocephalus fuscipes castaneipes (Simon, 1884); trasferita al genere Monocephalus Smith, 1906.
8. Diplocephalus leberti (Roewer, 1942); trasferita al genere Caracladus Simon, 1884.
9. Diplocephalus pulicarius (Thorell, 1875); trasferita al genere Microctenonyx Dahl, 1886.
10. Diplocephalus pygmaeus (Menge, 1869); trasferita al genere Tapinocyboides Wiehle, 1960.
11. Diplocephalus saganus Bösenberg & Strand, 1906; trasferita al genere Diplocephaloides Oi, 1960.
12. Diplocephalus tauricus (Thorell, 1875); trasferita al genere Styloctetor Simon, 1884.
13. Diplocephalus tenellus (Bösenberg, 1899); trasferita al genere Tapinocyba Simon, 1884.
14. Diplocephalus yasudai Saito, 1986; trasferita al genere Savignia Blackwall, 1833.

### Omonimie
- Diplocephalus montanus Tanasevitch, 1989; questi esemplari, rinvenuti in Russia, sono stati riconosciuti in omonimia con Diplocephalus montaneus Tanasevitch, 1992 e qui ascritti[1].

### Nomina dubia
- Diplocephalus coniceps Strand, 1906; esemplare maschile, reperito in Somalia, a seguito di un lavoro dell'aracnologo Scharff del 1990 è da ritenersi nomen dubium[1].
- Diplocephalus fallaciosus (Bertkau, in Förster & Bertkau, 1883); esemplari maschili, rinvenuti in Germania e originariamente classificati nell'ex-genere Lophocarenum Menge, 1866, a seguito di un lavoro dell'aracnologo Wiehle del 1960, sono da considerarsi nomina dubia[1].